# 泉洞站
泉洞站（韓語：천동역）是朝鮮民主主義人民共和國平安南道价川市的一個鐵路車站，属于满浦线和大角线。

## 历史
- 1918年12月1日，开通使用。

## 邻近车站
满浦线
龍源里站 - 泉洞站 - 价川站
大角线
泉洞站 - 大角站